# Ґафур Акбар Дармапутра
Ґафур Акбар Дармапутра (індонез. Ghafur Akbar Dharmaputra) (16 лютого 1964, Бандунг — 12 травня 2022, Джакарта) — індонезійський дипломат. Надзвичайний і Повноважний Посол Індонезії в Україні (2021—2022).

## Життєпис
Народився 16 лютого 1964 року в Бандунгі, Західна Ява. Здобув ступінь магістра комп'ютерних наук.
До роботи на посаді посла Республіки Індонезія Гафур був експертом зі сталого розвитку Координуючого міністерства людського розвитку та культури (ПМК імені Кеменка). Був генеральним консулом Республіки Індонезія в Нью-Йорку. 
У листопаді 2021 року призначений президентом Джоко Відодо послом Індонезії в Україні. 15 лютого 2022 року вручив копії вірчих грамот заступнику міністра закордонних справ Дмитру Сеніку.
На посаді посла сприяв евакуації індонезійців з України після російського вторгнення 24 лютого 2022 року. Гафур врятував 60 громадян Індонезії, з них 59 громадян Індонезії та одного іноземця, через місто Вінницю в Бухарест, Румунія.
12 травня 2022 року помер від невизначеного стану в лікарні Джакарти о 21:50.